# ألسدير ويبستر
ألسدير ويبستر هو مدرس وسياسي أسترالي، ولد في 12 فبراير 1934 في East Maitland, New South Wales ‏ في أستراليا. نشط حزبياً في الحزب الليبرالي الأسترالي. وقد انتخب مندوب المؤتمر الدستوري الأسترالي 1998 ‏ عن دائرة نيوساوث ويلز وقد انضم خلال فترته النيابية (2 فبراير 1998 – 13 فبراير 1998) للكتلة البرلمانية Christian Democratic Party (Australia) ‏ وفي 1984 Australian federal election ‏، انتخب عضو مجلس النواب الأسترالي ‏ عن دائرة Division of Macquarie ‏ وقد انضم خلال فترته النيابية (1 ديسمبر 1984 – 13 مارس 1993) للكتلة البرلمانية كتلة الائتلاف ‏.